# ترنتینو آلتو آدیجه
ترنتینو-اَلتو آدیجه(یادر آلمانی ترنتینو-زودتیرول) ناحیه ایست در شمال ایتالیا که به صورت خود مختار اداره می‌شود و از دو استان ترنتینو و آلتو آدیجه تشکیل شده‌است.
این ناحیه تا سال ۱۹۱۹ میلادی بخشی از خاک امپراتوری اتریش بود و بعد از آن به انضمام خاک ایتالیا درآمد.
در بین انگلیسی زبانها به نام ترنتینو شناخته می‌شود ولی ایتالیایی‌ها از نام کامل آن استفاده می‌کنند.

## زبان
زبان‌های اصلی این ناحیه ایتالیایی(۶۳ درصد)، آلمانی (۳۳ درصد) و لادین(۴ درصد) هستند.

## جمعیت
| سال      | میزان جمعیت |
| -------- | ----------- |
| ۲۰۱۹     | ۵۴۳٫۷۲۱     |
| ۲۰۲۰     | ۵۴۵٫۴۲۵     |
| ۲۰۲۱     | ۵۴۲٫۱۶۶     |
| ۲۰۲۲     | ۵۴۰٫۹۵۸     |
| MAY 2023 | ۵۴۲٫۰۴۳     |

| سال      | میزان جمعیت |
| -------- | ----------- |
| ۲۰۱۹     | ۵۳۰٫۳۱۳     |
| ۲۰۲۰     | ۵۳۲٫۶۴۴     |
| ۲۰۲۱     | ۵۳۴٫۹۱۲     |
| ۲۰۲۲     | ۵۳۲٫۶۱۶     |
| MAY 2023 | ۵۳۳٫۸۴۴     |